# Valtournenche
Valtournenche is een gemeente in de Italiaanse regio Aostadal en telt 2169 inwoners (31-12-2004). De oppervlakte bedraagt 115,7 km², de bevolkingsdichtheid is 19 inwoners per km².
De volgende frazioni maken deel uit van de gemeente: Les Arsines, Avouil, La Barmasse, Les Battendières, Le Bioley, La Brengaz, Le Breuil, Chaloz, Champcartanaz, Champlève, Les Châtelards, Cheneil, Cheperon, Les Clous, Crépin, Le Cret, Crétaz, Le Crêt-des-Perrères, Le Crou-Dessous, Le Crou-Dessus, Duerche, L'Évette, Facebelle, La Fontanaz, Le Glair, La Glarénaz, Le Gouffre-des-Busserailles, Le Lac-Bleu, Les Laviels, Losanche, Le Loz, Maën, La Maisonnasse, La Montat, Le Mont-Mené, Le Mont-Perron, Le Moulin, La Murenche, Pâquier, Pecou, Les Perrères, Pésonché, Pessey, Les Ponteils, Les Prés, Promindot, Les Saix, La Servaz, Singlin, Tourtourouse, Ussin, Valmartin, La Venal.

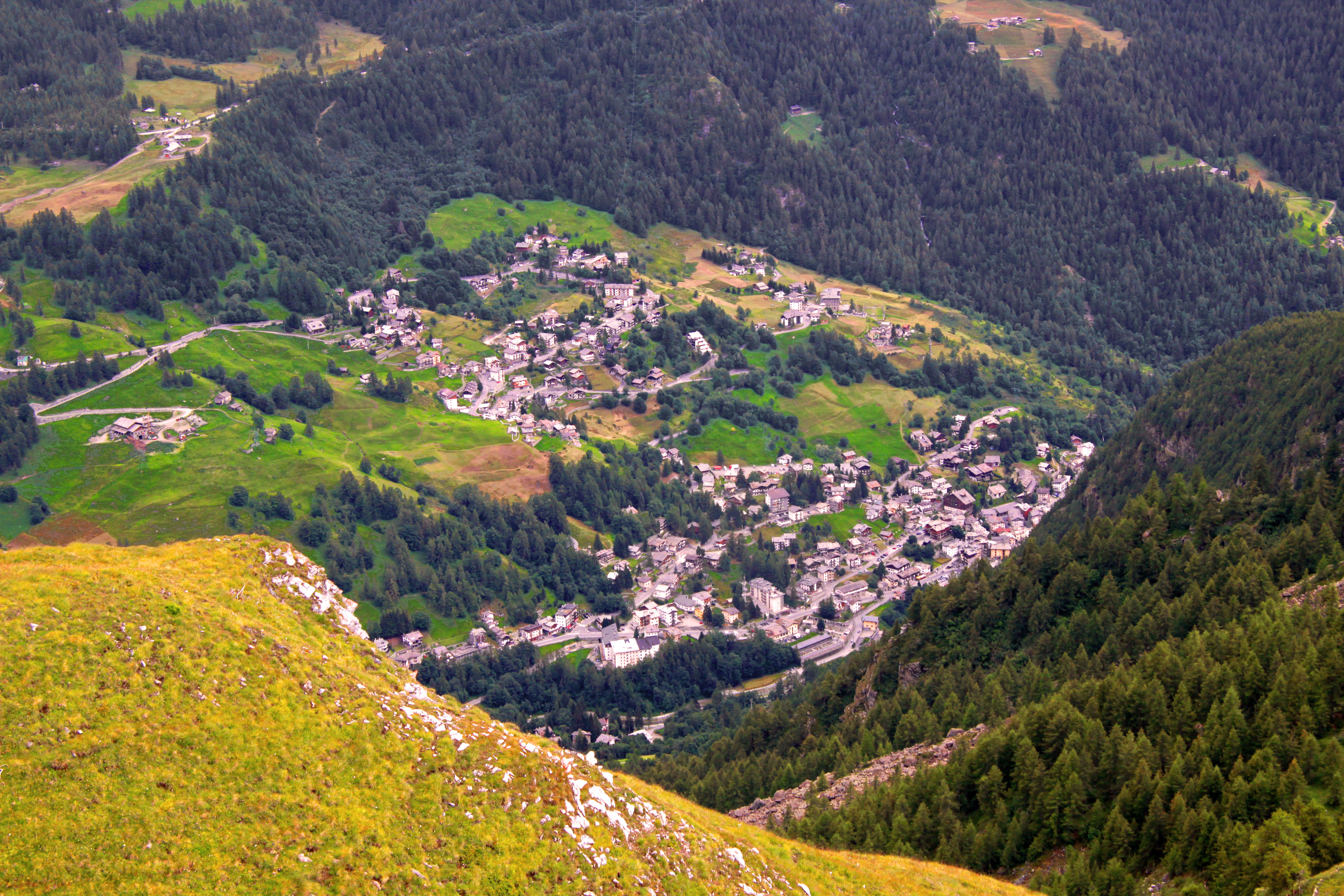
Dorp Pâquier
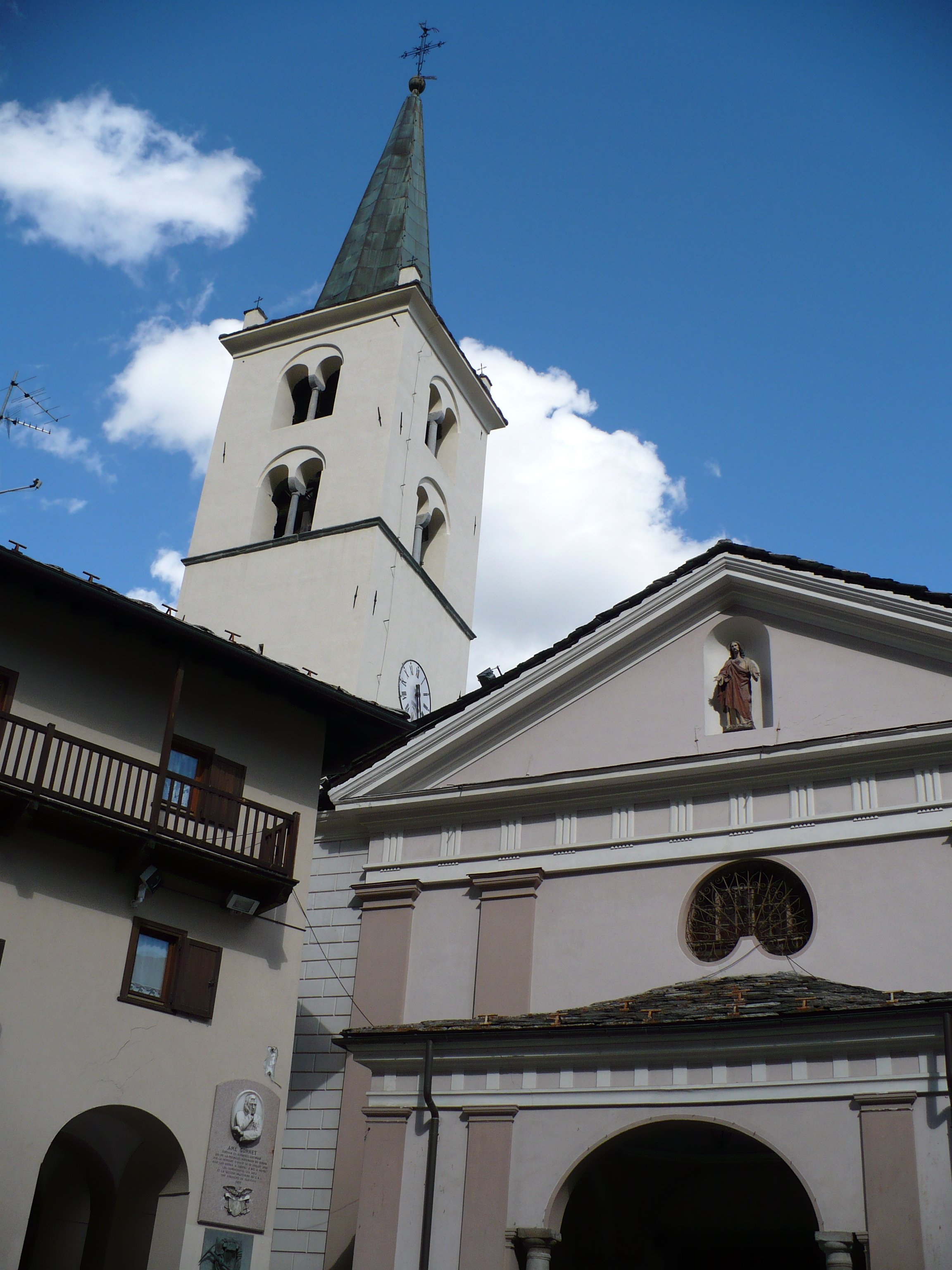
Sint-Antoniuskerk

## Demografie
Valtournenche telt ongeveer 1003 huishoudens. Het aantal inwoners steeg in de periode 1991-2001 met ..% volgens cijfers uit de tienjaarlijkse volkstellingen van ISTAT.
| Jaar | Inwoneraantal |
| ---- | ------------- |
| 1991 | 2199          |
| 2001 | 2198          |

## Geografie
De gemeente ligt op ongeveer 1330 m boven zeeniveau.
Valtournenche grenst aan de volgende gemeenten: Antey-Saint-André, Ayas, Bionaz, Chamois, Torgnon, Zermatt.

## Geboren
- Jean-Antoine Carrel (1829), bergbeklimmer

Allein · Antey-Saint-André · Aosta / Aoste · Arnad · Arvier · Avise · Ayas · Aymavilles · Bard · Bionaz · Brissogne · Brusson · Challand-Saint-Anselme · Challand-Saint-Victor · Chambave · Chamois · Champdepraz · Champorcher · Charvensod · Châtillon · Cogne · Courmayeur · Donnas · Doues · Émarèse · Étroubles · Fontainemore · Fénis · Gaby · Gignod · Gressan · Gressoney-La-Trinité · Gressoney-Saint-Jean · Hône · Introd · Issime · Issogne · Jovençan · La Magdeleine · La Salle · La Thuile · Lillianes · Montjovet · Morgex · Nus · Ollomont · Oyace · Perloz · Pollein · Pont-Saint-Martin · Pontboset · Pontey · Pré-Saint-Didier · Quart · Rhêmes-Notre-Dame · Rhêmes-Saint-Georges · Roisan · Saint-Christophe · Saint-Denis · Saint-Marcel · Saint-Nicolas · Saint-Oyen · Saint-Pierre · Saint-Rhémy-en-Bosses · Saint-Vincent · Sarre · Torgnon · Valgrisenche · Valpelline · Valsavarenche · Valtournenche · Verrayes · Verrès · Villeneuve
1. ↑  https://demo.istat.it/?l=it.